# Safiramán de Trapisonda
Safiramán de Trapisonda es un personaje de los libros XXII, XXIII y XXIV del ciclo iniciado por el libro de caballerías español Amadís de Gaula. Esos tres libros, todos de autor desconocido, fueron originalmente escritos en alemán como parte de la serie llamada de Amadís de Francia. y publicados en Fráncfort en 1594-1595, fueron traducidos al francés y publicados en París en 1615.
Según El vigesimosegundo libro de Amadís de Gaula ("Das Zwey und zwentzigste Buch der Hystorien vom Amadis auß Franckreich") publicado en Fráncfort en 1594, Safiramán fue el hijo primogénito de Esferamundi de Grecia, emperador de Trapisonda , y de su esposa Ricarda, princesa de Partia. La acción de ese libro se inicia cuando, por instigación de la vieja y perversa encantadora Dracotrofea, pariente del difunto soldán de Alepo, dos gigantes raptan a Safiramán y a su primo hermano Hércules de Astra, hijo de Amadís de Astra y Roseliana, hermana de Ricarda. El secuestro de los niños hace que salgan en su búsqueda tanto Esferamundi como otros caballeros, entre ellos don Silván, hijo de Silves de la Selva, y Amanio de Astra, hijo extramatrimonial de Amadís de Astra y Emiliana, quienes protagonizan numerosas aventuras.
En El vigesimotercer libro de Amadís de Gaula ("Das Drei und zwentzigste Buch der Hystorien vom Amadis auß Franckreich"), publicado en Fráncfort también en 1594, Safiramán y su primo son liberados por su tío Fulgorán de Canabea (el Caballero Ardiente) del palacio del Castillo de Coral, donde se hallaban encantados junto con su primo Cilindor (hijo de Cilinda y Dorigel, que era hijo extramatrimonial de Rogel de Grecia y Calidora, y por lo tanto medio hermano de Esferamundi) y otros príncipes. A solicitud de Safiramán, Hércules y otros jóvenes, Fulgorán los arma caballeros. Safiramán se enamora entonces de la bellísima Rosorea, que también ha sido desencantada y que es hija del anciano rey Anaxartes y de la segunda Oriana, Todo el grupo parte a la Montaña Aventurosa del Amor, donde se someten a varias pruebas en las que Safiramán y Rosorea salen victoriosos. Posteriormente, la pareja llega a la isla de la Pirámide y entra en la Pirámide Espantable, donde Safiramán vence a los gigantes Berragut y Sarpedón, libera a Dracotrofea de las manos de Diabolión y finalmente da cima a la aventura y libera a sus padres Esferamundi y Ricarda y a su célebre antepasado Amadís de Gaula y a su esposa Oriana, que estaban encantados allí. La Pirámide Espantable desapareece, y Safiramán dispone que la isla sea conocida en adelante como Isla de la Rosa, en homenaje a su amada Rosorea. Después el grupo parte hacia Trapisonda. Tras desembarcar en Trapisonda, y enfrentar la aventura de la Fuente de la Serpiente, llegan a la capital imperial, donde gobernaba el rey Anaxarte debido a la ausencia de Esferamundi. El regreso del emperador se celebra con grandes y fiestas y torneos, en los que se destacan Safiramán y otros príncipes. En Trapisonda, Safiramán escribe una larga carta a Rosorea para declararle su amor, que es correspondido por la princesa. Sin embargo, Brizardán, soldán de Alepo, y otros dos reyes paganos, tras ser derrotados en las justas, raptan a Rosorea y a otras dos princesas, Caliroe y Calianiria, con ayuda de Dracotrofea, y se las llevan de Trapisonda por mar. Safiramán parte en busca de las secuestradas, junto con Dagoberto, enamorado de Caliroe, y Belorix de Cortona, enamorado de Calianira. Logran dar alcance a los paganos y rescatar a sus señoras. Regresan a Trapisonda; allí logran consumar sus amores y las tres princesas quedan encintas. Enseguida, en el transcurso de una cacecería, Esferamundi y Safiramán parten en ayuda de una vieja dueña, cuyos hijos han sido muertos por el gigante Cariñán, quien tiene prisionera a su hija. Se trata, sin embargo, de una traición urdida por la anciana, quien los toma prisioneros.